# میدان نفتی رامشیر
میدان نفتی رامشیر از میدان‌های نفتی ایران است، که در محدوده شهرستان رامشیر، در فاصله ۱۵ کیلومتری از جنوب غربی شهرستان امیدیه، در استان خوزستان و ۱۴۵ کیلومتری از جنوب شرقی شهر اهواز قرار دارد. این میدان با میدان‌های شادگان، رگ‌سفید و آغاجاری همجوار است.
میدان رامشیر در سال ۱۳۴۱ توسط شرکت اکتشاف و تولید نفت کشف شد و بهره‌برداری از آن نیز در سال ۱۳۴۵ آغاز گردید. این میدان ظرفیت تزریق روزانه معادل یک میلیون و ۷۰۰ هزار مترمکعب گاز و ۱۰ هزار بشکه مایعات گازی را دارد. گاز مورد نیاز این میدان به میزان یک میلیون و ۳۰۰ هزار متر مکعب در روز، از میدان‌های گازی آغار و دالان تأمین می‌شود، که پس از فشار افزایی، همراه با ۱۰ هزار بشکه مایعات گازی به صورت امتزاجی، در مخزن آسماری رامشیر تزریق می‌شود.
میدان نفتی رامشیر از میدان‌های تحت مدیریت شرکت ملی مناطق نفت‌خیز جنوب می‌باشد، که عملیات تولید و بهره‌برداری از آن، توسط شرکت بهره‌برداری نفت و گاز آغاجاری انجام می‌شود. میدان رامشیر با مساحتی حدود ۱۱٫۸۵۷ هکتار، شامل مخازن آسماری و بنگستان است. در حال حاضر ظرفیت تولید نفت خام این میدان به‌طور میانگین معادل ۳۲ هزار بشکه در روز می‌باشد.